# Paramacroxiphus securiformis
Paramacroxiphus securiformis är en insektsart som beskrevs av Sigfrid Ingrisch 2008. Paramacroxiphus securiformis ingår i släktet Paramacroxiphus och familjen vårtbitare. Inga underarter finns listade i Catalogue of Life.